# Gustave Mutel
Gustave Mutel (de son nom complet Gustave Charles Marie Mutel), né le 8 mars 1854 à Blumeray, en France, et mort le 22 janvier 1933 à Séoul, en Corée est un archevêque et un vicaire apostolique de Corée. Il est le principal créateur des actions et orientations de l'Église catholique en Corée durant les années 1890-1933, et est à ce titre une figure majeure du catholicisme coréen.

## Biographie

### Jeunesse et études
Il est né le 8 mars 1854 à Blumeray, en Haute-Marne, dans le diocèse de Langres. Il est le fils de Nicolas Mutel, agriculteur, et Catherine Jacquin, agricultrice.
Il étudie au collège de Joinville puis au Petit Séminaire de Langres. C'est un sérieux et bon élève.
Il rentre au Séminaire des Missions étrangères de Paris (MEP) le 4 octobre 1873, et étudie à Rome,. Ses études s’achèvent par son ordination de prêtre le 24 février 1877,,.

### Vie religieuse et vocation missionnaire
Quelques mois après être devenu prêtre, il quitte Paris le 5 avril 1877 pour aller en Corée,. Lors de son voyage vers la Corée, il passe par le Tonkin et en décembre 1877 la Mandchourie, où il apprend le coréen et le chinois classique,, puis brièvement au Japon.

#### Première présence en Corée (1880-1885)
Il fait une première tentative en mai 1880 pour rentrer dans le pays, alors que le christianisme y est interdit, mais échoue. Il fait une nouvelle tentative en novembre 1880 et réussi à pénétrer clandestinement dans le pays,. Pour vivre en Corée il doit rester clandestin, se cachant et changeant régulièrement de lieu d'habitation.

#### Retour en France (1885-1890)
Au printemps 1885, les Missions étrangères de Paris le rappelle pour être professeur de dogme et de liturgie au Séminaire à Paris,. Il convainc les MEP à envoyer les premières religieuses en Corée, qui arrivent en juillet 1889.
Marie-Jean-Gustave Blanc (pl) occupe le poste de vicaire apostolique de Corée de 1884 à 1890. En février 1890, le Père Blanc meurt et Mutel est nommé pour le remplacer dès août 1890, et est nommé vicaire apostolique de Corée et évêque de Milo (de),. Il est consacré le 21 septembre de la même année par François Richard de La Vergne avec comme co-consécrateurs Alphonse Martin Larue et Casimir Vic. Il part pour la Corée le 14 décembre 1890 et arrive à Séoul le 23 février 1891.

#### Retour en Corée (1891-1933)

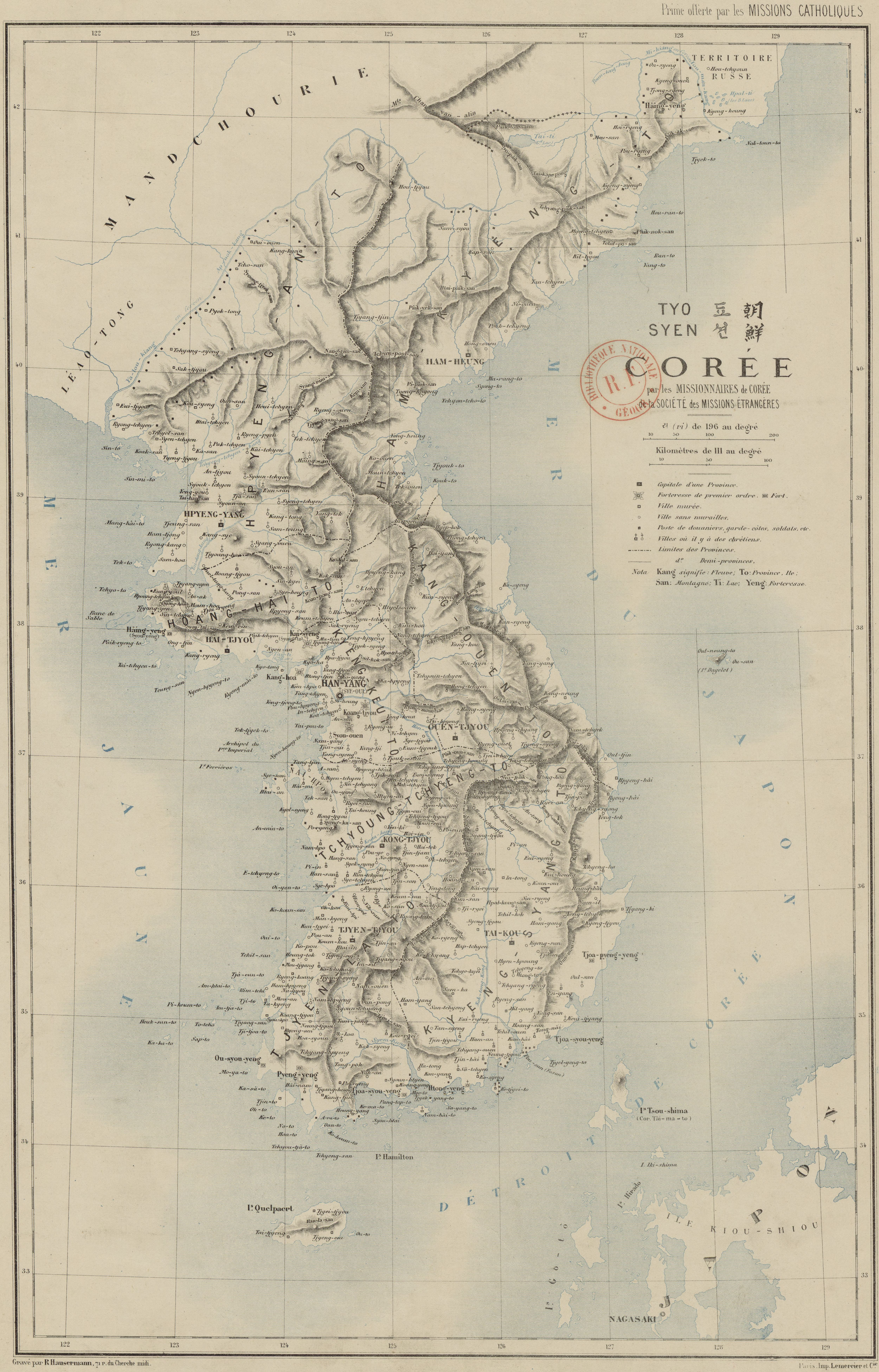
Carte de Corée en 1886, par les missionnaires catholiques de Corée, indiquant les villes avec une présence de chrétiens.

Son arrivée en 1891 en Corée est très bien accueillie par les chrétiens, leur religion et leurs membres étant nettement moins persécutés depuis que le traité de 1886 accorde une certaine tolérance officielle à la mission catholique,,.
Mutel marque de sa personnalité l'Église de Corée. Il la dirige en suivant les objectifs des MEP, en s'écartant le plus possible des considérations politiques. Il fait les sacrements, la formation, l'enseignement catholique, ainsi qu'une tournée pastorale à travers la pays et gère l’expansion de l'Église catholique. Il crée un séminaire pour la formation des religieux à Séoul, dont il aura formé 64 prêtres,. Il transmet des informations tous les mois aux missionnaires par le biais d'un bulletin, rédigé par Pierre Villemot. Mutel édite un journal hebdomadaire illustrée en langue coréenne, le Kyonghyang sinmun, dont la rédaction est dirigée par Florian Demange. Ce journal dérange les intérêts japonais et est interdit à partir de 1911.
En 1909, il retourne en Europe pour trouver des soutiens notamment auprès des bénédictins allemands,. Revenu en Corée, il crée un second vicariat en Corée, à Daegu en 1911, à ce moment le « vicariat apostolique de Corée » est renommé en « vicariat apostolique de Séoul ». Le missionnaire Florian Demange dirige le vicariat de Daegu dès sa création. En 1920, le vicariat de Wonsan est créé. Gustave est nommé le 31 janvier 1923, archevêque titulaire de Mopsuestia puis le 11 janvier 1926, archevêque titulaire de Ratiaria (de).

### Relation avec les autorités en Corée

#### Relations avant 1890
En 1880, les catholiques ne sont pas autorisés sur le territoire coréen. Mutel entre donc illégalement sur le territoire, et est obligé de se cacher et de changer régulièrement de cachette dans la ville. Il risque de se faire persécuter comme les autres catholiques étrangers de 1839, 1846, 1866.

#### Relations avec l'État coréen (1890-1905)
De 1885 à 1890, il retourne aux MEP en France. Durant cette période un traité entre la France et la Corée est signé en 1886. À son retour en 1891, il profite des avancées de ce traité pour les droits des catholiques. Il peut exercer ses fonctions sans crainte d'être martyr comme la grande partie de ses prédécesseurs. Il est même reçu comme invité de marque pour la cérémonie de rétablissement du rang de la reine assassiné Min.
Il comprend qu'il doit avoir de bonne relation avec l'État pour que son Église en bénéficie. Dans ce sens, il se met à disposition en servant de traducteur entre le roi Kojong et l'amiral français dans le but d'approfondir les relations entre les deux pays. Néanmoins, il y a eu des frictions entre lui et le gouvernement de Choson, notamment pour l'emplacement de la cathédrale de Myeongdong, et la reprise de persécutions des catholiques a été craint, mais c'était infondé.
Mutel a dû faire preuve d'un équilibre prudent dans ses prises de position, et les décisions de l'Église catholique coréenne. Le pays était alors le théâtre d'influences étrangères, avec la Russie, la Chine et le Japon, le tout dans un contexte où l'État coréen s'affaiblissait. Sa stratégie était de s'occuper le moins possible de politique mais de monter au créneau uniquement en cas de menace sur les droits des catholiques. Il tient cette position jusqu'à la fin de la guerre russo-japonaise de 1904-1905 qui voit la défaite de la Russie, et la prise du contrôle du pays par le Japon.

#### Relations avec la colonisation japonaise en Corée (1905-1933)
Pendant la période de domination japonaise en Corée, il observe une stricte neutralité à l'égard des autorités japonais, ce qui lui sera reproché,. Mutel n'a pas le choix et doit accepter la loi du Japon pour assurer la sécurité des catholiques en Corée. Par ailleurs, il décide de ne pas apprendre le japonais. Mutel n'était probablement pas pro-japonais mais l'État japonais en Corée lui permettait d'avoir la paix et lui laissait répandre la foi catholique en Corée.
Il met en garde les séminaristes de participer aux mouvements ou manifestions hostiles au gouvernement japonais en Corée.

##### Positionnement vis-à-vis de An Jung-geun, l'assassin de Itō Hirobumi
En 1909, An Jung-geun assassine Itō Hirobumi le gouverneur-général de Corée. An Jung-geun est condamné à mort par les japonais.
An Jung-geun est un catholique et a un autre nom catholique : Thomas An.
Le Père Nicolas Wilhelm (1860-1938), prêtre de Corée, souhaite administrer à An Jung-geun les derniers sacrements avant son exécution, mais fait face au refus de Mgr Mutel.
Mutel craint des représailles japonaises contre l'Église. Le père Wilhelm passe outre, se rend à Port-Arthur et a le temps de rencontrer Thomas An avant son exécution,. Gustave Mutel dans sa philosophie de neutralité vis-à-vis des autorités japonaise, désapprouve l'action du Père Nicolas Wilhelm, et en conséquence lui interdit de faire la messe pendant deux mois. Mutel décrit l'assassinat du gouverneur général comme un acte illégitime de violence, prêchant le commandement « tu ne tueras point ».
Le cardinal Cheong analyse les décisions de Mutel comme des moyens détournés de permettre à Wilhelm de faire les derniers sacrements sans mettre en cause la position de l'Église catholique. L'Église catholique qui a officiellement réprouvé les actions de père Wilhelm, évite ainsi les reproches des japonais. Cette analyse n'est pas partagé par tous les observateurs, et permet surtout au cardinal Cheong de commémorer An Jung-geun la figure de l'indépendantiste d'un côté, et Mutel le « père de l'Église catholique en Corée » de l'autre.
Franklin Rausch explique que cette prise de position de Mutel est à recontextualisé dans la période de la colonisation japonaise en Corée.

### Documentation sur les martyrs de 1839 et 1846
Dans sa mission en Corée, il a comme objectif de obtenir la béatification des martyrs coréens des persécutions de 1839, 1846 et 1866.
En 1877, lors de son voyage pour la Corée, il passe par le Tonkin où une béatification est en cours d'instruction. Il entreprend de son travail de recherche historique sur les évènements de 1839 et 1846. Ses recherches sont facilitées avec l'édit de tolérance de 1882.
En 1921 et 1922, il consulte les archives nationales de Corée du 19e siècle, il les traduit dans l’objectif d'obtenir la béatification pour les martyrs. En 1925, il fait publier à Hong Kong « Mission de Seoul, documents relatifs au martyrs de Corée de 1839 et 1846 ».
En 1925, 79 martyrs sont béatifiées par Pie XI.

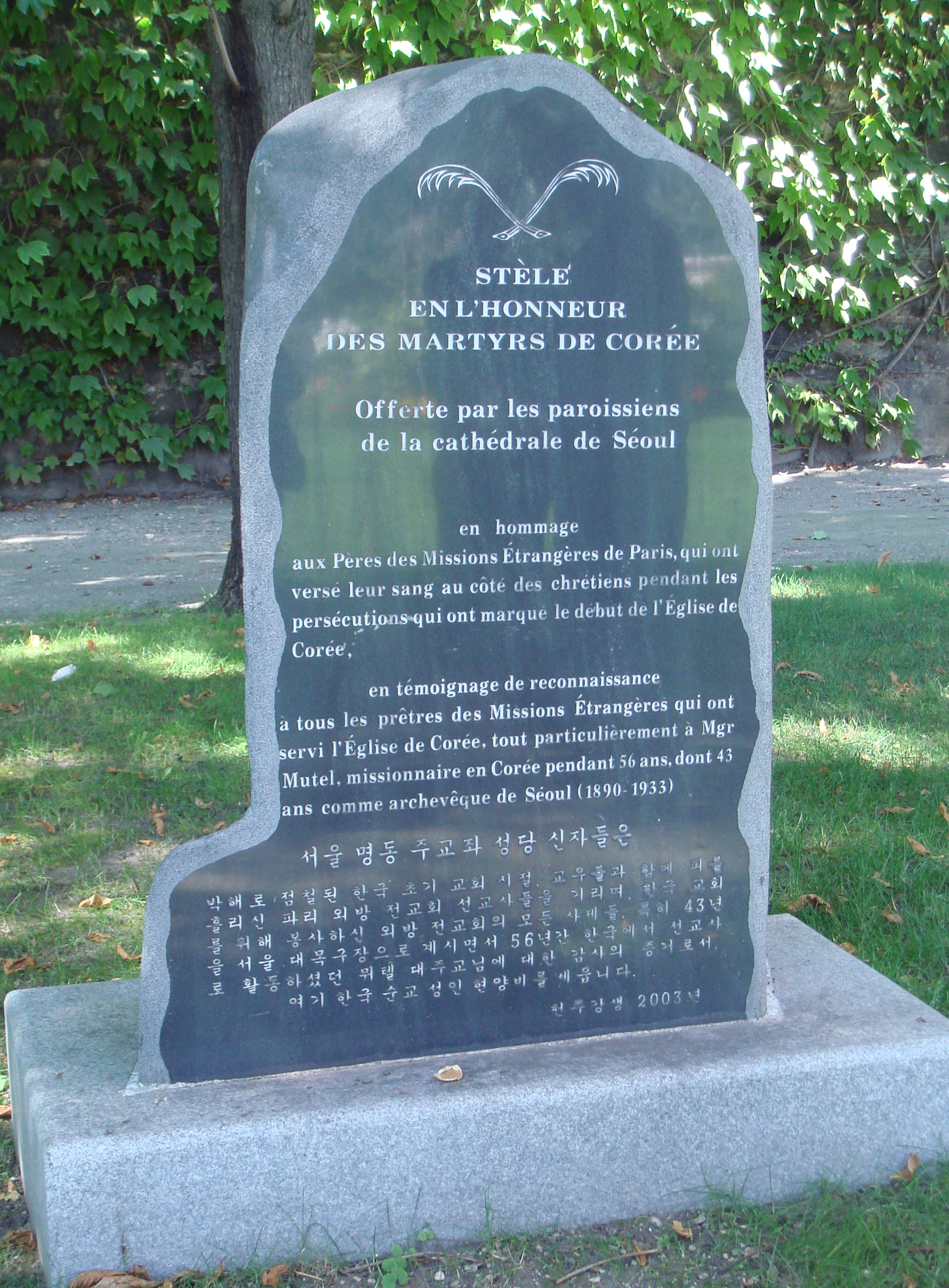
Stèle en l'honneur des martyrs de Corée mentionnant Mgr Mutel

### Fin de vie
Le 12 janvier 1933, lors d'une prière il attrape une bronchite qui mute en congestion pulmonaire. Malgré les soins et après avoir reçus les derniers sacrements par son coadjuteur Mgr Larribeau, il meurt le 23 janvier 1933 à Séoul[réf. nécessaire].

## Succession apostolique
Gustave Mutel a ordonné les évêques suivants :
- Évêque Florian Demange, M.E.P. (1911)
- Évêque Jean-Claude Combaz (it), M.E.P. (1912)
- Évêque Émile-Alexandre-Joseph Devred, M.E.P. (1921)
- Évêque Bonifatius Sauer, O.S.B. (1921)
- Évêque Auguste Gaspais, M.E.P. (1921)
- Évêque Adrien-Joseph Larribeau (it), M.E.P. (1927)

## Distinctions
- Chevalier de la Légion d'honneur, 23 juillet 1925[11].